# Aplecto
Aplecto (em grego: ἄπληκτον; romaniz.: Áplekton, do latim applicatum; plural: aplekta) foi um termo bizantino usado nos séculos X a XIV para designar uma base militar fortificada (neste sentido é similar a metaton ou mitato; μιτάτο) e, mais tarde, durante a era dos paleólogos (1259/1261–1453), a obrigação de aboletar (alojar) soldados.

## História
A instituição dos aplectos como áreas de concentração, onde eram mantidos armazéns de abastecimentos e onde os exércitos provinciais dos temas se juntavam ao exército imperial principal para uma campanha, datam provavelmente do reinado do imperador bizantino Constantino V Coprônimo (r. 741–775). O aplecto mais próximo de Constantinopla, a capital, era o campo de Malagina, no norte da Bitínia, no vale do rio Sangário, e é mencionado pela primeira vez c. 786-787, mas existiram outras bases do mesmo tipo na Anatólia. O imperador Basílio I (r. 867–886) menciona Kaborkin, Coloneia[a] e Cesareia (atual Kayseri), enquanto Córrego Profundo (Bathys Ryax; no que é hoje a província de Sivas) foi usado para expedições contra os Paulicianos. O seu sucessor Constantino VII (r. 945–959), no seu tratado sobre expedições navais imperiais, registou os aplectos de oeste para leste da seguinte forma: Malagina, Dorileia, Caborcin, Coloneia, Cesareia e Dazimo. Encontram-se provas da existência de outros campos em fontes literárias em Cepoi (na foz do rio Meandro), Figela (atual Kuşadası), Diábases na Trácia, bem como grandes acampamentos em Hebdomo, perto de Constantinopla, e em Adrianópolis.
Os imperadores Comnenos, mais pressionados e com falta de visão estratégica, prosseguiram com o mesmo sistema, e adicionaram campos (não mais chamados aplectos, mas que cumpriam o mesmo papel) em Gunária (na Paflagónia), em Crisópolis (na Bitínia), Pelagónia (na Macedónia ocidental), Sérdica (atual Sófia), Cípsela (atual İpsala, junto ao rio Maritsa) e em Lopádio (no rio Ríndaco, atual rio Mustafakemalpaşa, na Anatólia ocidental). Durante o reinado de Manuel I Comneno (r. 1143–1180) foram estabelecidos campos avançados para expedições contra os Turcos Seljúcidas em Dorileia e Sublaio (no alto Meandro, Frígia).